# Iphinoe hupferi
Iphinoe hupferi är en kräftdjursart som beskrevs av John Todd Zimmer 1916. Iphinoe hupferi ingår i släktet Iphinoe och familjen Bodotriidae. Inga underarter finns listade i Catalogue of Life.